# Fort de Santa Luzia
Le fort de Santa Luzia est une fortification militaire situé dans la freguesia de Assunção (pt), sur le territoire de la municipalité d'Elvas (district de Portalegre, Portugal).
Avec le fort de Nossa Senhora da Graça, le fortin de São Mamede, le fortin de São Pedro et le fortin de São Domingos, il faisait partie de la place-forte d'Elvas et fait partie de l'ensemble de la ville frontalière de garnison d'Elvas et ses fortifications.
Il est classé Monument national depuis 1940 et Patrimoine mondial de l'UNESCO depuis le 30 juin 2012.

## Historique
Le site classé a été largement fortifié entre les XVIIe et XIXe siècles siècles et représente le plus grand système de fortifications bastionnées au monde. 
Assiégé à plusieurs reprises pendant la guerre de Restauration, c'est lors du siège d'Elvas, mené par le commandant espagnol Luis de Haro, en 1658 , qu'il se distingua par sa résistance héroïque. Ce siège précéda la bataille des lignes d'Elvas, le 14 janvier 1659. 
En 2014, le Fort de Santa Luzia a été intégré à un nouveau projet du ministère de la Défense nationale, créé avec le soutien de Tourisme au Portugal, appelé Tourisme militaire, qui présente des itinéraires historiques basés sur des héros portugais.

## Description

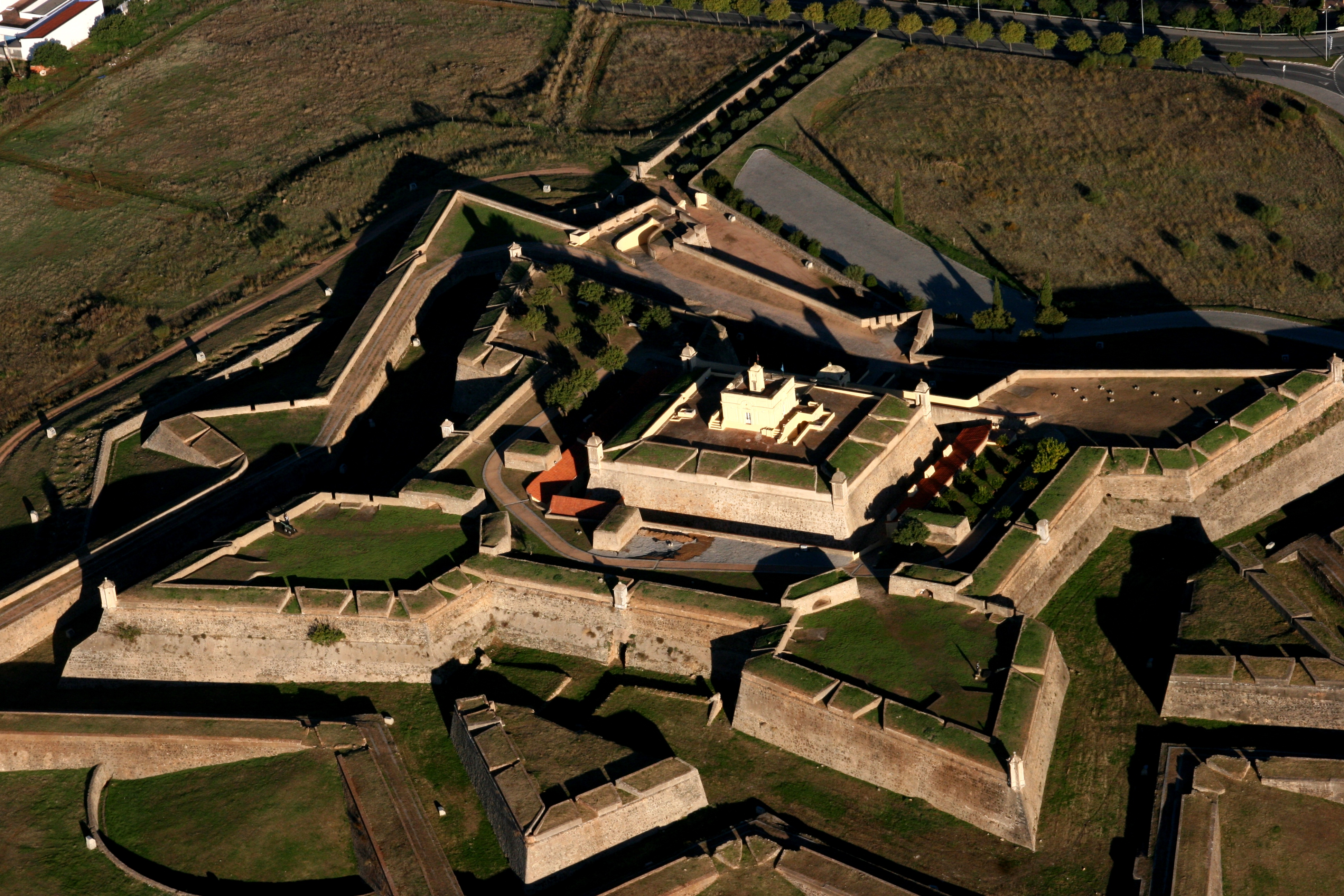
Vue aérienne.

Le fort présente un plan carré, trois douves, renforcées à l'est et au sud par deux demi-lunes nommées Revelin de la Poterna et Revelin de Badajoz, et de quatre bastions pentagonaux aux extrémités, inspiré du style Vauban, nommés Santo António, Santa Isabel, São Pedro et Nossa Senhora da Conceição qui sont dotés d'échauguettes aux angles saillants.
Les ouvrages de défense extérieurs lui confèrent une forme d'étoile polygonale, ainsi qu'un tunnel qui atteignait Elvas et le fort de Nossa Senhora da Graça, qui fut fermé lors de l'ouverture du fort au public. À l'intérieur, se trouve une redoute quadrangulaire qui, depuis sa partie supérieure, domine visuellement tous les remblais extérieurs, rendant toute attaque ennemie difficile. 

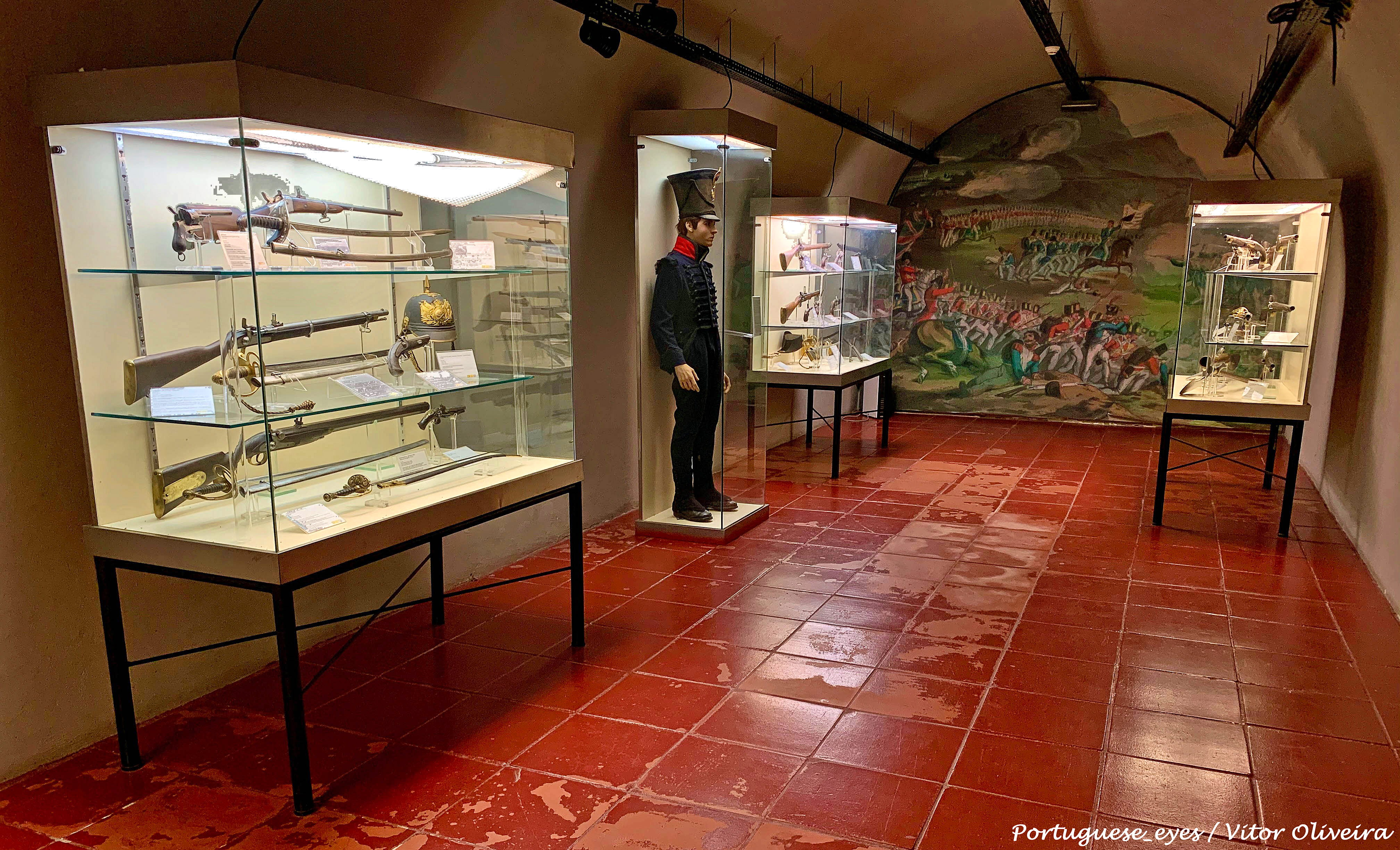
Musée du Fort Santa Luzia

Cette redoute est reliée à l'enceinte principale par un pont dormant qui, en cas de siège violent, pouvait être détruit et rapidement remplacé par un pont-levis. Au sommet se trouve le poste de commandement. Sous le sol, mis au jour lors des fouilles correspondantes, se trouvent deux entrepôts et des casernes casematées. On y trouve également une chapelle dédiée à Santa Luzia, ainsi que deux grandes citernes qui pouvaient alimenter en eau 300 ou 400 hommes pendant deux à trois mois.
Il abrite un petit musée militaire retraçant toute l'histoire militaire de la ville ainsi que divers objets de guerre qui ont marqué les différentes époques.

## Galerie

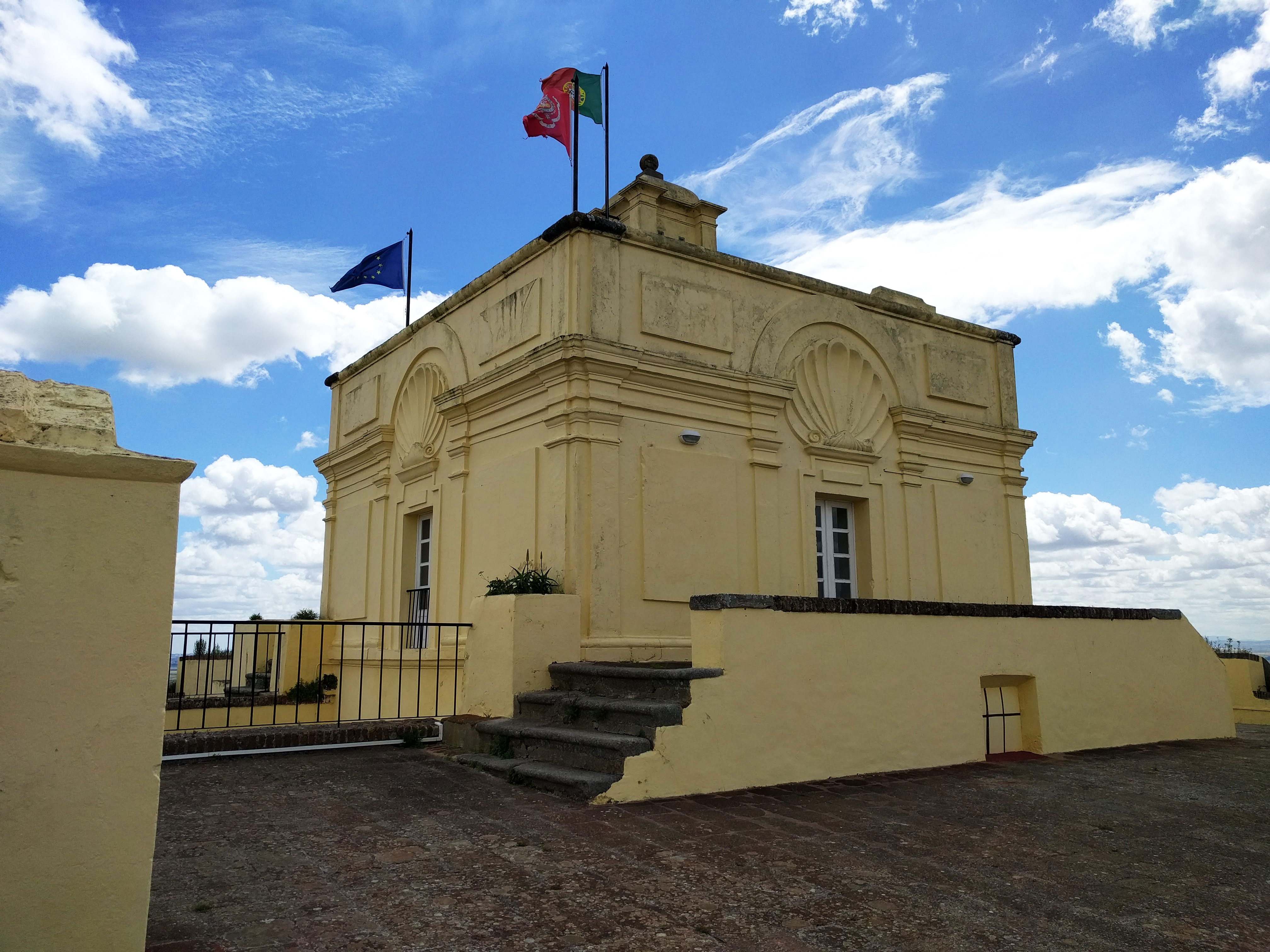
Maison du gouverneur, au-dessus de la redoute.
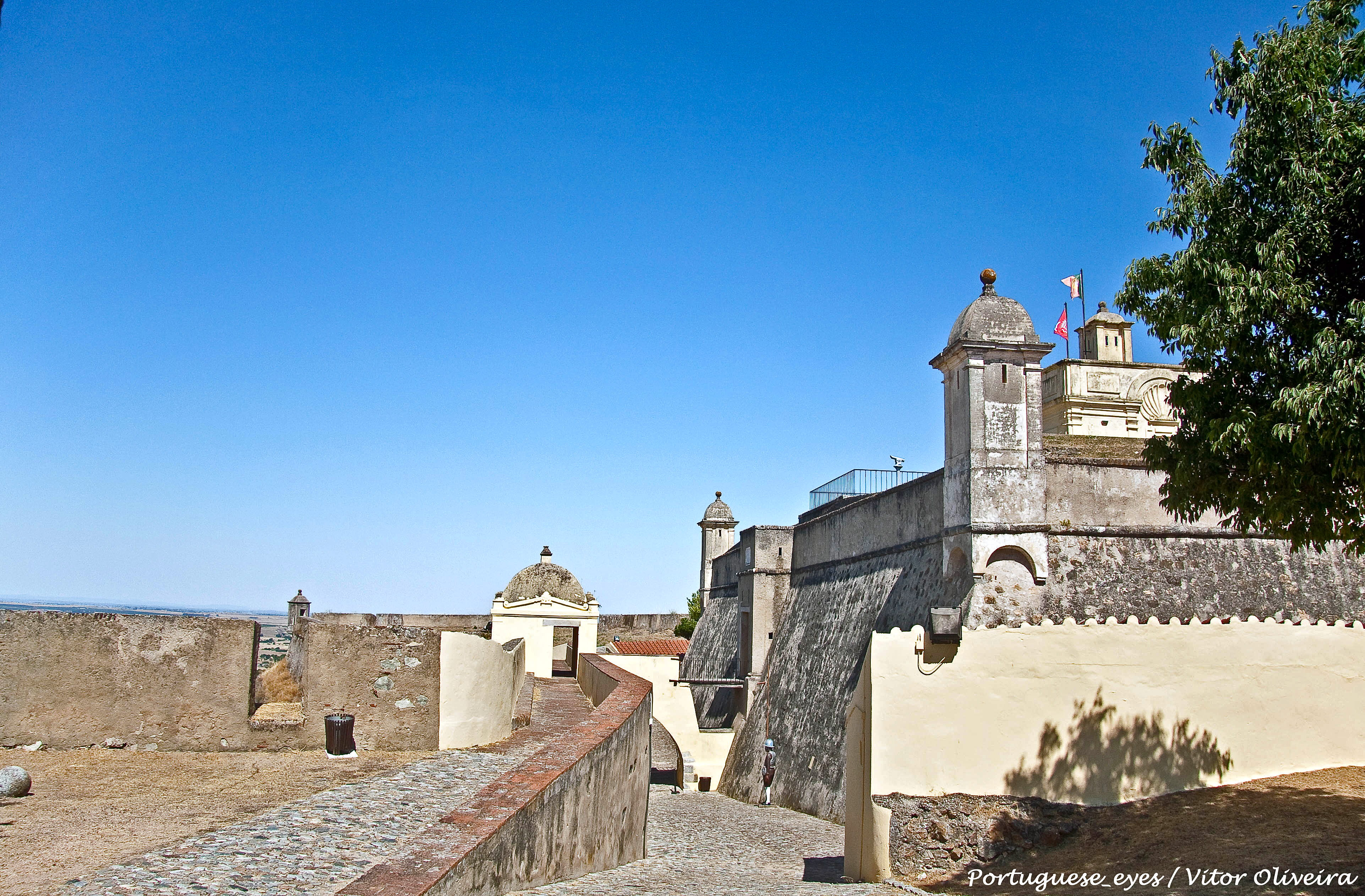
Bastion d'angle avec échauguette.